# Hermann Theodor Richter
Hermann Theodor Richter (* 2. März 1894 in Oberpfannenstiel im Erzgebirge (heute: Lauter-Bernsbach); † 13. Juni 1943 in Dresden) war ein deutscher Bildhauer.

## Leben
Hermann Theodor Richter wurde am 2. März 1894 in Oberpfannenstiel als jüngstes von fünf Kindern des Weißwarenarbeiters Friedrich Hermann Richter und dessen Frau Henriette Caroline Emma geboren. Über die Kindheit und Jugend von Hermann Theodor Richter, der um 1930 zu den bekanntesten Künstlern in Dresden zählte, ist wenig bekannt. Er soll zur See gefahren sein, bevor er von 1922 bis 1927 an der Akademie der Bildenden Künste in Dresden als Schüler von Karl Albiker Bildhauerei studierte. Hermann Theodor Richter arbeitete als freischaffender Bildhauer, sein Atelier hatte er in der Kaitzer Straße im Süden der Stadt.  
Richter war Mitglied der Dresdner Sezession 1932, engagierte sich gemeinsam mit Erich Fraaß, Otto Griebel und Bernhard Kretzschmar in deren Arbeitsausschuss. 1933 übernahm Hermann Theodor Richter die Geschäftsführung des Interessenkartells der Sächsischen Künstlerverbände. Gemeinsam mit diesem und der Dresdner Sezession 1932 protestierte Richter gegen die Installation einer nationalsozialistischen Kulturpolitik in Dresden. Nach einem Auftrag für die Stadtbank in Aue 1938 wurde Richter zum Dienst in der Wehrmacht eingezogen. An den Erfahrungen beim Militär zerbrach er und wählte am 13. Juni 1943 den Freitod. Nach seinem frühen Tod und der Vernichtung seiner Werke und seiner Familie beim Bombenangriff auf Dresden am 13./14. Februar 1945 geriet der Bildhauer in Vergessenheit.

## Werk
Von seinem Lehrer übernahm Hermann Theodor Richter die Vorliebe für den weiblichen Akt und die Bildnis-Büste. Dennoch fand er zu einer eigenen, individuellen, der klassischen Formgebung verpflichteten Darstellungsweise. Er bevorzugte bei seinen Plastiken das kleine Format.
Nur wenige Werke sind erhalten, zum Beispiel in der Skulpturensammlung der Staatlichen Kunstsammlungen Dresden und in der Städtischen Galerie Dresden. Einziges Zeugnis seines Schaffens im öffentlichen Raum ist eine Figurengruppe am ehemaligen Gebäude der Stadtbank Aue.

## Ausstellungsbeteiligungen
- 1932: Dresdner Sezession 1932, 1. Ausstellung, 1. September–15. Oktober 1932, Dresden
- 1933: Gemeinsame Ausstellung 3 Künstlergruppen Dresden 1933, 17. August–15. Oktober 1933, Dresden
- 1934: Sächsische Kunstausstellung 1934, 16. Juni–19. August 1934, Dresden
- 1946: Allgemeine Deutsche Kunstausstellung, Dresden
- 1980: Kunst im Aufbruch. Dresden 1918 – 1933, 30. September 1980–25. Februar 1981, Staatliche Kunstsammlungen Dresden